# 17097 Ronneuman
17097 Ronneuman è un asteroide della fascia principale. Scoperto nel 1999, presenta un'orbita caratterizzata da un semiasse maggiore pari a 3,1100813 UA e da un'eccentricità di 0,1280395, inclinata di 1,70428° rispetto all'eclittica.